# Frea circumscripta
Frea circumscripta là một loài bọ cánh cứng trong họ Cerambycidae.